# 국민의회 (보츠와나)

국민의회는 대통령과 국회로 구성된 보츠와나 단원제 의회의 유일한 입법기관이다. 하원은 법률을 통과시키고, 내각을 구성할 장관을 임명하며, 정부 업무를 감독한다. 또한 국가 예산을 채택하는 일도 담당한다. 이는 의회가 아닌 부족 추장 협의회(Ntlo ya Dikgosi)의 조언을 받는다.
식민 통치 기간 동안 국회의 입법부 전임자가 있었지만 1966년 독립이 되어서야 보츠와나 국회가 공식적으로 구성되었다. 그 이후로 지속적인 다당제 선거와 5번의 평화로운 대통령 교체가 있었다.
현재 국회의원은 총 65명이다. 단일 의원 선거구의 유권자는 복수(또는 최다 합격자) 방식을 통해 5년 임기의 의원 57명을 직접 선출한다. 6명의 위원은 대통령이 지명하고 의회에서 선출된다. 마지막으로 나머지 2인(대통령과 국회의장)은 당연직이다.
상시 선거가 있음에도 불구하고 국회는 비판을 면치 못했다. 1965년 창립 선거 이후 모든 선거에서 보츠와나 민주당은 입법부 과반수 의석을 차지했다. 그 결과 정당간 권력교체는 이뤄지지 않았다. 또한, 정치학자들은 국회에 여성 국회의원이 적고 행정부와의 상호 연관성 때문에 우려를 표명한 적도 있다.

## 같이 보기
- 보츠와나 의회
- 보츠와나의 역사
- 입법부